# Jalki
Jalki (en griego: Χάλκη; Chalki, Khalki, también Chalce; en italiano: Calchi; en turco: Herke) es una isla griega y municipio en el archipiélago del Dodecaneso en el Mar Egeo, a unos 6 km al oeste de Rodas. Con un área de 28 km² es la isla más pequeña habitada del Dodecaneso. Tiene una población permanente de 330 habitantes (se incrementa durante los meses de verano), concentrados en Emborio que es el único puerto y pueblo. El censo de 2011 arrojó una población de 478 habitantes, por lo que es el municipio (demos) más pequeño de Grecia. La comunidad está dividida en dos partes, Chorio (también deletreado Horio, Χωριό, el pueblo) que está abandonado y el puerto Emborio (Εμποριό, el puerto).. El Municipio de Jalki incluye varios islotes deshabitados en alta mar, el mayor de ellos es Alimia al noreste llegando a una superficie total de 37 km².

## Geografía

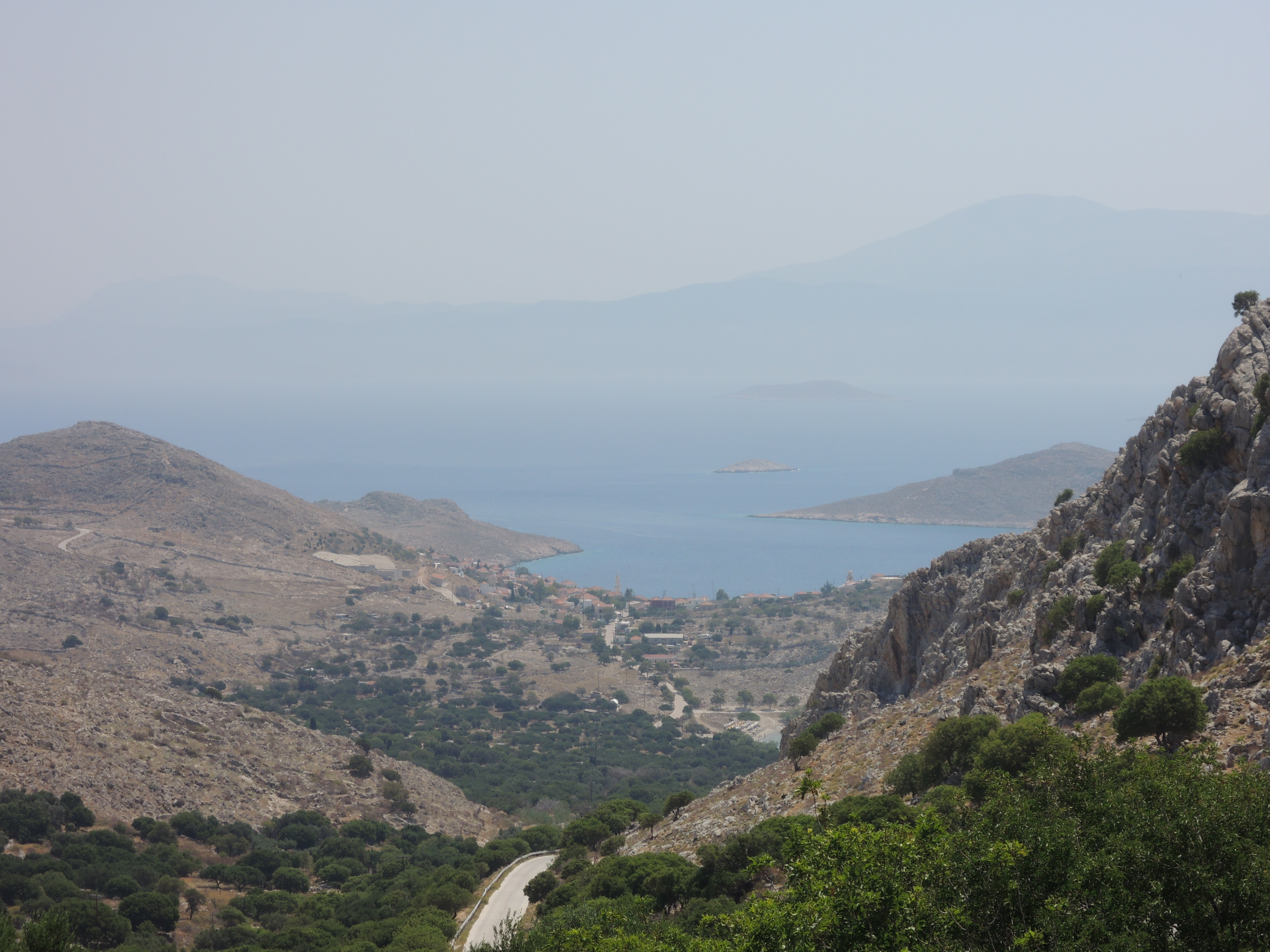
Jalki desde el castillo veneciano.

Jalki se extiende casi 10 km en dirección oeste-este, con un ancho de hasta tres kilómetros. Desde el Cabo de Armenistis, ubicado al oeste de Monolitos en Rodas, Jalki está a sólo 14 km de distancia; hasta la costa de la isla vecina de Alimia hay hacia el este unos 6 km. La pequeña península de Trachia, en el sur, está conectado por un estrecho istmo con la isla. En el sureste hay dos bahías: Pondamos con la única playa plana con grava y arena gruesa y Emborios, que con los islotes Krevvati y Nissaki ofrece un puerto natural protegido, único en la isla. Otras 13 pequeñas playas rodean la isla. Jalki es en general bastante árida y montañosa; las elevaciones más altas son Halki (601 m), Maistros (593 m), Profitis Ilias (578 m), Elias (518 m) y Kapnikari (501 m).

## Historia
En la Antigüedad llegaron a vivir en Jalki hasta 8.000 personas. En ese momento la isla todavía era muy boscosa y lluviosa y se cultivaba especialmente el trigo. Jalki significa cobre, mineral que fue extraído anteriormente en la isla.[cita requerida] Las excavaciones arqueológicas han demostrado que los primeros habitantes de la isla fueron los Carios, los Dorios, los Fenicios y los Pelasgos.
La historia de Jalki está estrechamente relacionada con la historia de Rodas. Es mencionada por Tucídides, que señala que fue empleada por los comandantes atenienses León y Diomedón, junto con las islas de Cos y Samos, como base de operaciones contra Rodas en el año 412 a. E. Los habitantes de la isla vivían en una ciudad de su mismo nombre, de la que se conservan restos de su acrópolis en la costa este, y pertenecieron a la Liga de Delos puesto que aparecen en los registros de tributos a Atenas entre los años 450/9 y 427/6 a. E. Estrabón llama Calcia a la isla y a su ciudad y menciona que en ella había un templo dedicado a Apolo.
La isla perteneció hasta el año 1204 al Imperio Bizantino y más tarde fue sometida cíclicamente por genoveses y venecianos. De 1523 a 1912 Jalki perteneció al Imperio Otomano. En 1912 Jalki, como todo el Dodecaneso fue ocupada por los italianos y en 1922 cedida a Italia. A partir de 1943 hasta mayo de 1945 estuvo ocupado por los alemanes y por las tropas británicas hasta el 7 de marzo de 1948. Después volvió a Grecia.

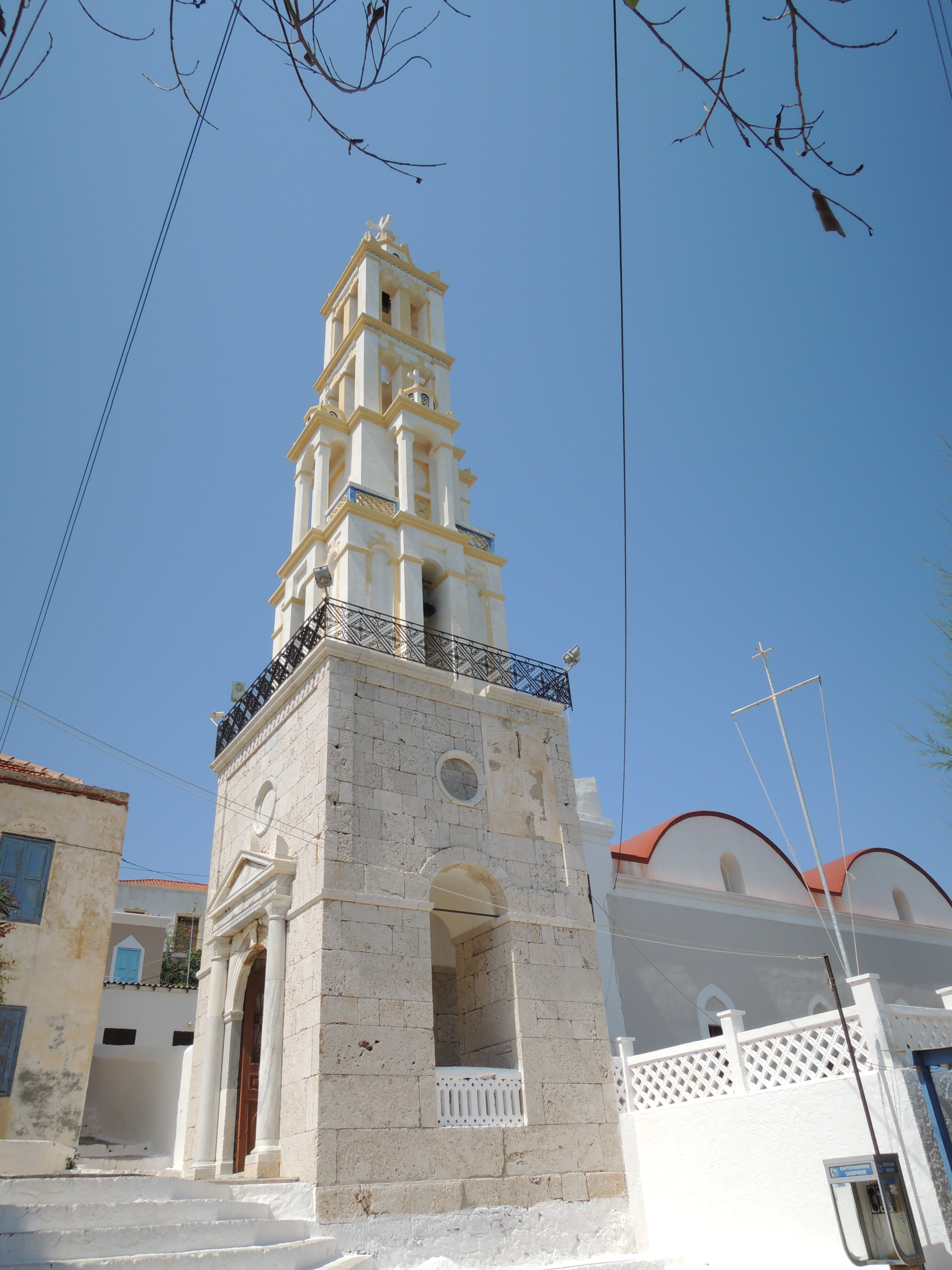
Iglesia de San Nicolás

Jalki, junto con las islas de Symi y Kálimnos, fueron en el mar Egeo durante mucho tiempo el centro de la pesca de esponjas. Con el final próximo de la industria muchos residentes abandonaron la isla y emigraron a los Estados Unidos, especialmente a Florida. Muchos se asentaron en Tarpon Springs, el "lugar de los pescadores de esponjas". A causa de la emigración a mediados del siglo XX Chorio fue completamente abandonada. Un castillo medieval (siglo XIV) en ruinas de los Caballeros de San Juan domina el casco antiguo y su capilla contiene alguno de los frescos originales. Hoy la capital tiene una iglesia (Hàgios Nikólaos, San Nicolás) construida en 1861.

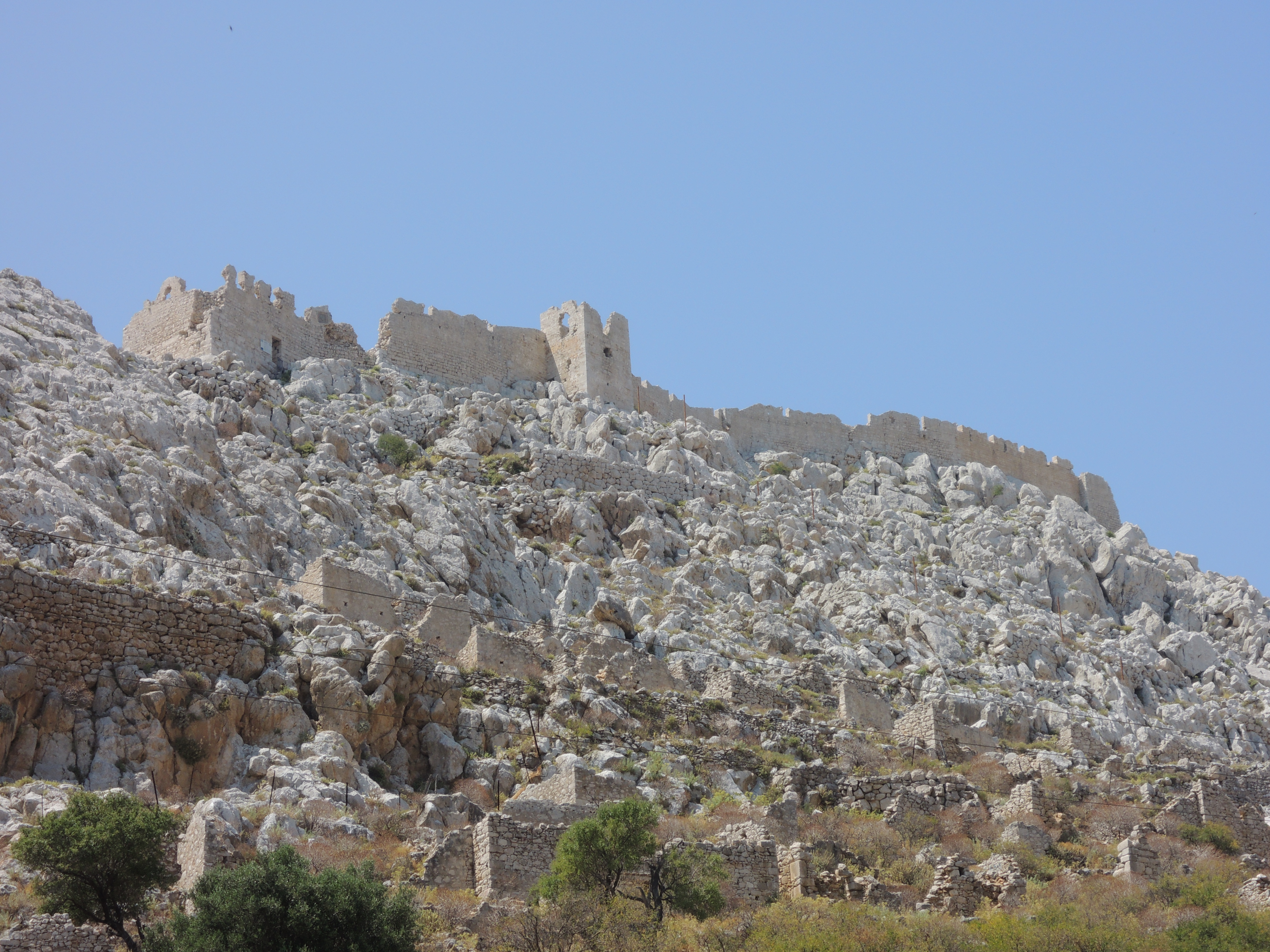
Castillo veneciano en Jalki.

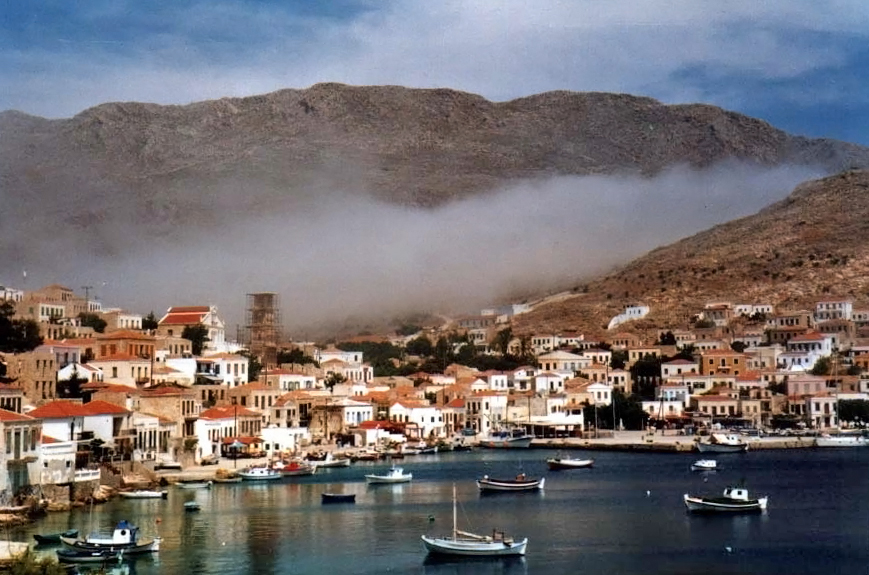
Puerto y capital de Jalki.

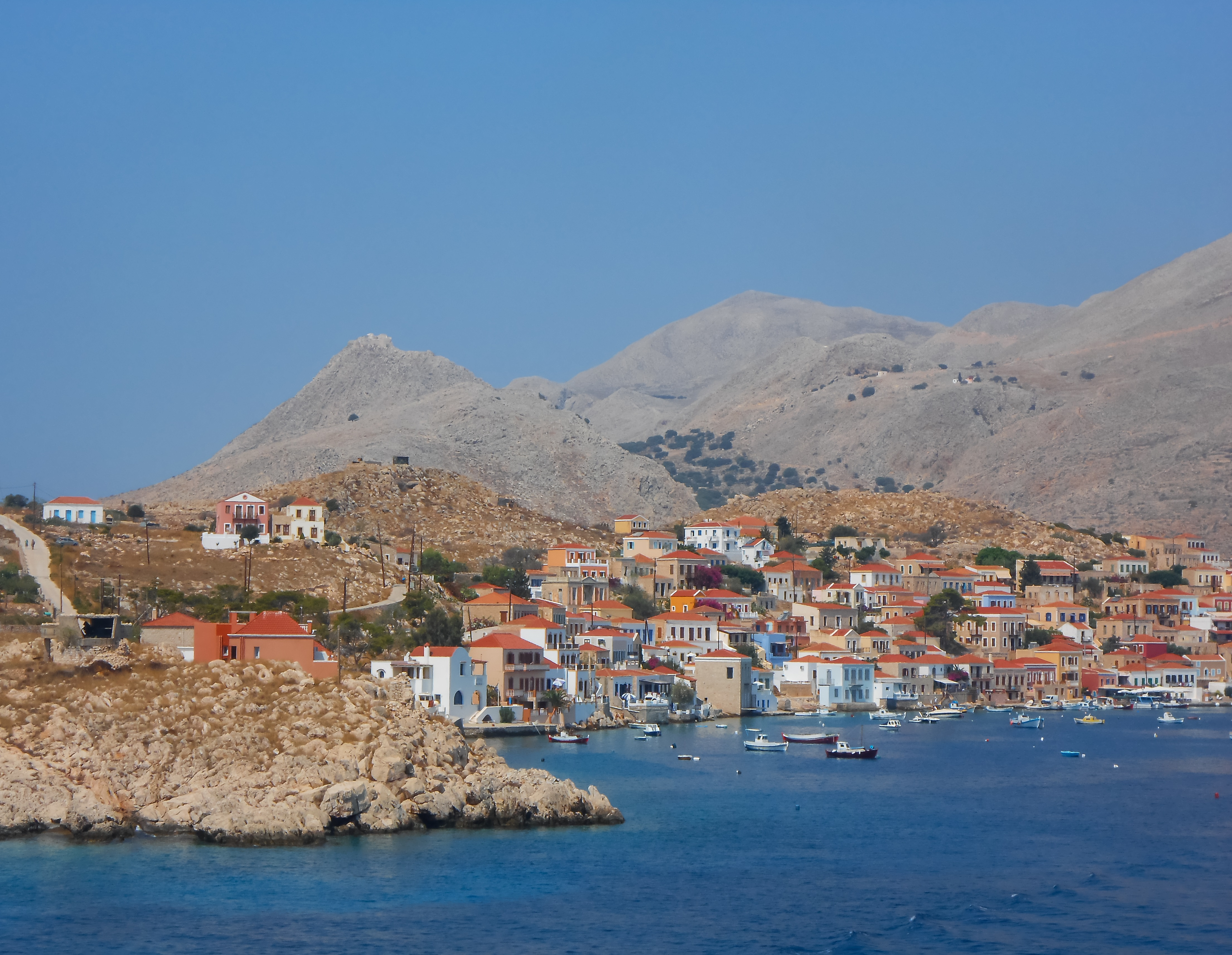
Puerto y capital de Jalki.

Lista de gobernantes de Jalki: 
| Imperio Romano    | 27 a.E - 395 d.E |
| Imperio Bizantino | 395 - Siglo VII  |
| Árabes            | Siglo VII - 825  |
| Imperio Bizantino | 825 - 1204       |
| Venecia           | 1204 -           |
| Génova            | - 1523           |
| Imperio Otomano   | 1523 - 1912      |
| Italia            | 1912 - 1943      |
| Alemania          | 1943 - 1945      |
| Gran Bretaña      | 1945 - 1948      |
| Grecia            | 1948             |

## Economía
Después de los días de gloria parcial del pasado, la isla está marcada por la decadencia. Jalki tiene sólo el puerto de Emborios o Imborios (Ημποριός) habitado por 478 personas, que lleva el nombre oficial de la isla. La capital original ,Chorio, debajo del castillo veneciano en el interior de la isla está desierta. Como en las otras islas del Dodecaneso el turismo es prácticamente la única fuente de ingresos de hoy, aunque la pesca también es considerable. Sin embargo, puede haber escasez de suministro durante los meses de verano con el aumento de la población entre los residentes por la llegada de turistas que hacen excursiones de un día desde Rodas, con lo que el agua potable se debe traer a la isla en barco desde Rodas o se recoge la lluvia en grandes cisternas al no haber prácticamente suministro de agua natural. Desde 2014, sin embargo, una planta de desalinización financiada con fondos de la UE entró en funcionamiento, por lo que al menos el suministro de agua está asegurada.